# Вафа Идрис
Вафа Идрис (арап. وفاء إدريس; 11. фебруар 1975 – 27. јануар 2002) била је прва жена бомбаш самоубица у Израелско-палестинском сукобу. У време смрти, Идрис је била 28-годишња, разведена волонтерка Црвеног полумесеца. Живела је у избегличком кампу Ам'ари у Рамали.

## Рани живот
Њени родитељи су били избеглице које су живеле у избегличком кампу Ам'ари након што су побегли из Рамле у Палестину под британским мандатом 1948. током Накбе. Рођена је у избегличком кампу 1975. Њен отац је умро када је била дете. Имала је око 12 година када је почела прва интифада 1987. Према њеним рођацима, Идрис је служила у женском одбору избегличког кампа Ам'ари током прве интифаде, где је помагала у дистрибуцији хране у време полицијског часа, пружала социјалну подршку и помагала породицама затвореника. Идрис се удала за свог првог рођака када је имала шеснаест година. Она је родила мртворођену бебу када је имала 23 године и речено јој је да никада неће моћи да остане трудна до рођења бебе. Њен муж се од ње развео и она се вратила да живи са мајком, братом и његовом женом и петоро деце. Затим је почела да волонтира за Друштво Црвеног полумесеца и обучила се за лекара. Према речима координатора Службе за хитне случајеве Црвеног полумесеца, Идрис је волонтирала сваког петка, у шпицу за време интифаде због честих нереда после молитве, и два-три дана заредом када је било нереда током недеље.

## Напад
Идрис је детонирала бомбу у центру Јерусалима испред продавнице ципела на путу за Јафу у којој је убијена Пинхас Токатли (81) и повређено више од 100 других људи. Напад се догодио 27. јануара 2002, али идентитет бомбаша није потврђен до 30. јануара 2002. Идрис је бомбу носила у ранцу, а не везану за тело. Пошто су жене пре овог напада само помагале да подметну бомбе, употреба ранца и недостатак уобичајене белешке или видео снимка довели су до забуне око њених самоубилачких мотива и спекулација да није намеравала да детонира бомбу, већ да је експлозија била случајна. Међутим, након истраге о експлозији, Израел је прогласио Идрис бомбашем самоубицмом око 9. фебруара 2002.

## Реакција
Убрзо након бомбашког напада, пре него што је бомбаш идентификован, Хезболахов ТВ канал известио је да се бомбаш зове Шаханаз Ал Амоури, са Националног универзитета Ан-Наџа у Наблусу. Бригада мученика Ал-Акса преузела је одговорност за напад неколико дана након напада за који су рекли да је Идрис извео као одговор на израелске војне акције. Њена породица је рекла да је Идрис била љута што је видела како су деца стрељана и убијена током сукоба у Рамали . Према њеној мајци, иако су три Идрисова брата били чланови Фатаха, није познато да је била активисткиња било које палестинске милитантне групе. Као прва Палестинка која је извела такав напад, Идрис је добила више међународне и регионалне медијске пажње од палестинских бомбаша и два од три палестинске жене  бомбаше који су је пратили 2002. године, са изузетком Ајата ал-Акхраса, треће и најмлађе палестинске жена бомбаша самоубица. Бомбардовање је изазвало велико интересовање арапских медија, а многе новине су Идрис описале као хероја и националисту. У уводнику објављеном у египатским недељним новинама Ал-Сха'аб неколико дана након бомбардовања, делимично се наводи: „Жена је та која вас данас држи лекцију о херојству, која вас учи значењу џихада и како умрети мученичком смрћу... То је жена која је својим мршавим, мршавим и слабим телом шокирала непријатеља. То је жена која је разнела саму себе, а са њом експлодирали су сви митови о женској слабости, покорности и поробљавању.“

## Наслеђе
У марту 2011, палестински Медија Воч је известио да је палестински омладински центар Ал-Амари, повезан са Фатахом, најавио фудбалски турнир назван по Вафи Идрису.